# Alexandre de Bucy
Alexandre de Bucy (ur. 11 sierpnia 1970 w Neuilly-sur-Seine) – francuski duchowny katolicki, biskup Agen od 2024. 

## Życiorys
Święcenia kapłańskie otrzymał 29 czerwca 1997 i został inkardynowany do diecezji wersalskiej. Pracował głównie jako duszpasterz parafialny na terenie rodzinnej diecezji, diecezji Pontoise oraz malijskiej diecezji San. W latach 2002–2010 był także krajowym duszpasterzem młodzieży pracującej, a w latach 2023–2024 był delegatem biskupa Pontoise ds. diakonatu stałego.
22 maja 2024 papież Franciszek mianował go biskupem diecezji Agen.
1 września 2024 otrzymał święcenia biskupie. Udzielił mu ich arcybiskup Jean-Paul James. 